# بریگیته نیلسن
بریگیته نیلسن  (به انگلیسی: Brigitte Nielsen) مدل و بازیگر دانمارکی و همسر سابق سیلوستر استالونه (از ۱۹۸۵ تا ۱۹۸۷) است.
از فیلم‌هایی که او در آنها بازی کرده است می‌توان از راکی ۴، کبرا،  پلیس بورلی هیلز ۲، بچه دو صفر و سربازان حرفه‌ای نام برد.